# Калитвенское сельское поселение
Калитвенское сельское поселение — сельское поселение в составе Каменского района Ростовской области России.
Административный центр поселения — станица Калитвенская.
Численность населения 1395 человек.

## География
Вдоль живописнейших берегов реки Северский Донец расположены населенные пункты, которые входят в состав муниципального образования «Калитвенское сельское поселение».
Общая площадь муниципального образования составляет 13,267 км².

## История
На территории Калитвенского сельского поселения были образованы Муравлевский и Калитвенский исполкомы депутатов трудящихся. В состав Муравлевского исполкома входили х. Муравлев и х. Кудинов. В состав Калитвенского — х. Красный Яр и ст. Калитвенская.
В начале 1950-х годов Калитвенский исполком депутатов трудящихся был образован в результате слияния Муравлевского и Калитвенского исполкомов депутатов трудящихся. Председателем исполкома был Груцинов Иван Анисимович. Затем — Фетисов Петр Матвеевич. В 1968—1970 годах председателем Калитвенского исполкома трудящихся был Трембач Андрей Кириллович.
В 1976 году был переименован в Калитвенский сельский Совет депутатов трудящихся.
В 1978 году Калитвенский сельский Совет депутатов трудящихся переименован в Калитвенский сельский Совет народных депутатов. Председателем которого в 1970—1990 годах была Пискунова Валентина Петровна.
В 1992 году переименован в Калитвенскую сельскую администрацию. Калитвенская сельская администрация являлась территориальным подразделением единого муниципального образования — Каменского района. Являлась территориальным исполнительно-распорядительным органом местного самоуправления, обладала правом юридического лица и собственной компетенцией. Калитвенская сельская администрация решала вопросы местного значения в области планирования бюджета, финансов и учета; в области управления муниципальной собственностью, взаимоотношений с предприятиями, учреждениями, организациями. Имела полномочия в области материально-технического обеспечения социально-экономического развития; в области сельского хозяйства, использования земли, охраны природы; в области строительства, транспорта и связи; в области жилищно-коммунального хозяйства, бытового и торгового обслуживания; в области социальной защиты, обеспечения законности и правопорядка, охраны прав и свобод граждан. Деятельность и полномочия были регламентированы в «Положении о Калитвенской сельской администрации». В период с 1990 по 2001 годы Главой Администрации был Алексеев Геннадий Иванович.
В 2006 году в связи с вступлением в силу Федерального закона «Об общих принципах организации местного самоуправления в Российской Федерации» образовано муниципальное образование «Калитвенское сельское поселение». Структуру органов местного самоуправления составляют:
- Глава Калитвенского сельского поселения — Разуваев С. В.;
- Собрание депутатов Калитвенского сельского поселения в составе 10 депутатов: Болдырева Г. К., Болдырева Л. А., Линева И. В., Ковалев Н. В., Курило А. Я., Кудинова Е. В., Трофименко В. Ю., Пушкаренко Е. Н., Чуканова Л. Я., Юрова Е. И.;
- Администрация Калитвенского сельского поселения.

С октября 2008 года Главой поселения является Разуваев Сергей Владимирович.
- Калитвенское сельское поселение
- Глава поселения — Разуваев С. В.
- Здание администрации

## Административное устройство
В состав Калитвенского сельского поселения входят 4 населенных пункта:
- станица Калитвенская;
- хутор Красный Яр;
- хутор Кудинов;
- хутор Муравлев.

## Население
| 2010  | 2012  | 2013  | 2014  | 2015  | 2016  | 2017  |
| ----- | ----- | ----- | ----- | ----- | ----- | ----- |
| 1205  | ↘1168 | ↘1164 | ↘1155 | ↘1120 | ↘1101 | ↘1046 |
| 2018  | 2019  | 2020  | 2021  |       |       |       |
| ↘1029 | ↗1050 | ↘1025 | ↗1030 |       |       |       |

### Известные люди
- хутор Кудинов:
  - Данилов, Василий Александрович — Герой Советского Союза.
- хутор Муравлёв:
  - Фесин, Иван Иванович — генерал-майор, дважды Герой Советского Союза.

## Экономика
На территории поселения осуществляют деятельность 46 организаций и предприятий. Основной вид деятельности — сельское хозяйство. Выращиваются бахчевые культуры, кукуруза, злаковые.
Самым крупным сельхозпредприятием является КХ «Станичник».

## Социальная сфера
Функционируют — школа, детский сад, 2 фельдшерских пункта, амбулатория, 7 магазинов, 6 детских оздоровительных лагерей.
В период с 2003 по 2009 годы во всех населенных пунктах поселения восстановлено уличное освещение, восстановлено асфальтовое покрытие дороги ведущей к центру станицы Калитвенской, был открыт детский сад «Казачок» на базе МОУ СО Калитвенской школы, на территории которого была построена детская игровая площадка. Было открыто отделение «Центра социального обслуживания граждан пожилого возраста и инвалидов» Каменского района. В х. Красный Яр стал работать фельдшерско-акушерский пункт. При Доме Культуры был организован тренажерный зал «Медведь». Благоустроена центральная площадь станицы. В 2007 году построена КС «Каменск-Шахтинская».